# Simone Poignant
Pour les articles homonymes, voir Poignant.
Simone Poignant, née le 28 octobre 1905 à Lille et morte le 9 mai 1987 à Nice, une universitaire française. 

## Biographie

### Famille et formation
Simone Poignant naît en 1905 à Lille. Son père, Jules Poignant, est cafetier. Sa mère, Gabrielle Bodelle, est couturière. En 1910, la famille déménage de la métropole lilloise pour Berck-Plage, où la famille acquiert une épicerie. Dix-neuf ans plus tard, la famille achète un nouveau fonds de commerce à Roubaix, cette fois de parapluies et de cannes.
Simone Poignant termine ses études secondaires en 1923, au lycée Fénelon de Lille. En août 1923, elle entame une licence de droit à la faculté de droit de Lille, et poursuit par un diplôme d’études supérieures « Droit romain - Histoire du droit et droit privé ». 
De 1926 à 1929, elle prépare une thèse en sciences juridiques intitulée La condition juridique du bourgeois de Lille en droit criminel au XIVe siècle. Soutenue le 8 février 1929 à la faculté de droit de l'université de Lille, sa thèse reçoit la mention « très bien » du jury. À la suite de cette soutenance, Georges Espinas, archiviste et spécialiste du développement urbain au Moyen Âge, commente la thèse de Simone Poignant dans la Revue belge de philologie et d'histoire. Il écrit : « elle a traité son mémoire en juriste expérimenté connaissant parfaitement les principes à exposer, sachant les définir avec précision, les analyser avec pénétration et les décomposer avec finesse, en particulier au sujet des délits et des pénalités, de la procédure et de la curieuse institution de l'arsin. » 

### Étude de la foire de Lille au Moyen Âge
Spécialiste des archives du département du Nord, Georges Espinas conseille à Simone Poignant d'entreprendre, à la suite de sa thèse, une étude sur la foire de Lille au Moyen Âge. Publiée en 1932, elle s'intitule La Foire de Lille, contribution à l'étude des foires flamandes au Moyen Âge.
La première partie de cette étude énumère et détaille (date, durée, particularités) les principales fêtes de Flandre au Moyen Âge. La seconde partie se consacre en particulier aux avantages dont profitaient les forains (taxes, droits de plachages...), sans oublier d'évoquer les potentiels différends et les méthodes pour les apaiser. À l'issue de ses recherches, Simone Poignant a longtemps souligné les difficultés pour rassembler l'ensemble des données, menant à parfois émettre des hypothèses pour compléter les informations. Dans un compte-rendu, Noël Dupire critique ouvertement cette étude en mettant en exergue des sources sous exploitées ainsi que le manque d'un glossaire pour expliciter les mots flamands, techniques ou difficiles à comprendre. En parallèle, Raymond Monier, dans un autre compte-rendu, n'est pas de cet avis. Il note que Simone Poignant « a dépouillé toutes les études et ouvrages susceptibles de lui fournir des renseignements sur les diverses foires de Flandre [...] Seuls des documents inédits appartenant aux archives belges ont pu lui échapper. »
Cette étude reçoit, en 1931, le prix du ministre de l'Instruction publique au concours de l'Académie de législation, à Toulouse.

### Étude autour des filles de Louis XV
Après cet ouvrage phare de sa carrière dédié à la foire de Lille, Simone Poignant poursuit ses recherches en lien avec la bourgeoisie, thématique explorée initialement lors de ses études universitaires. En 1966, elle publie L'Abbaye de Fontevrault et les filles de Louis XV, aux Nouvelles Éditions latines.  
En 1971, elle reçoit le prix Albéric-Rocheron, décerné par l'Académie française, pour son ouvrage Les Filles de Louis XV, L'aile des Princes, publié en 1970. Cet ouvrage a notamment permis d'établir une étude complète d'un point de vue institutionnel de la maison des enfants de France sous Louis XV.